# Їржі
Їржі, або Іржі (чеськ. Jiří) — чеське особисте ім'я грецького походження, аналогічне до українського імені Юрій.
Найпоширеніше чоловіче ім'я у Чехії. Згідно зі статистикою, у XX столітті воно мало найбільшу популярність у 1952—1956 роках, коли ним називали в середньому близько 6400 новонароджених за рік (за 5 років — 32037 дітей). Із 1980-х його використання пішло на спад (за 2010—2014 роки цим ім'ям у Чехії названо 4821 хлопчика); тим не менш, воно зберігає 1-ше місце з 301629 носіями по країні на початок 2015 року — майже 3 % (кожний 35-й) від усього населення.
Як і в українській та деяких інших слов'янських культурах, чехи використовують і інші форми імені «Георгій», проте вживаність навіть найпопулярнішого з них — Юрай — поступається Іржі більш ніж на два порядки.
Має щонайменше кілька десятків похідних/зменшувальних форм, включаючи Їра, Їржа, Їржик, Їржин, Їржинек, Їржичек, Їржишта, Їрка, Їроуш і т. д. д., а також спільні з «Юраєм» форми Юра, Юрка, Юрашек, Юречек і т. д. д.
У імені є жіночий еквівалент Їржина (чеськ. Jiřina).
Одним із відомих історичних носіїв імені є перший некатолицький король Чехії Їржі з Подєбрад (правив у 1458—1471 роках). Крім цього, форма «Їржі» також традиційно використовується в Чехії для тронного іменування британських і грецьких монархів з еквівалентними національними формами імен (пор. аналогічну українську традицію, яка називає їх усіх Георгами).
Іменини Їржі відзначаються 23 квітня (відповідаючи загальнохристиянському дню пам'яті св. Георгія ; пор. православний Юріїв день, що припадає на ту ж дату юліанського календаря), або зміщені на день пізніше (24 квітня) через збіг з днем Адальберта Празького Войтеха).